# Embalse Zegrze
El embalse Zegrze (o lago Zegrze, oficialmente en polaco Jezioro Zegrzyńskie, o extraoficialmente llamado Zalew Zegrzyński) es un embalse artificial en Polonia, ubicado al norte de Varsovia, en el curso bajo del río Narew. Está formado por un dique construido en 1963 con un complejo hidroeléctrico con una potencia de 20 megavatios.  La superficie del espejo de agua es de unos 33 km². El nombre hace referencia a la villa de Zegrze que se encuentra en las proximidades, donde se encuentra el palacio  Radziwiłł  (Pałac Zegrzyński) construido en 1847 por la familia Krasiński.
A causa de su ubicación cerca de la capital polaca y su belleza natural, Zalew Zegrzyński es un sitio de recreo muy popular para los residentes de Varsovia.